# 米德縣 (肯塔基州)
米德縣（英語：Meade County）是美國肯塔基州北部的一個縣，北隔俄亥俄河與印地安納州相望。面積840平方公里。根据美國2000年人口普查，共有人口26,349人。縣治布蘭登堡（Brandenburg）。
成立於1823年12月17日。縣名紀念弗倫奇頓戰役中陣亡的詹姆士·M·米德。